# Академия наук СССР
Акаде́мия нау́к СССР (АН СССР) ― в 1925—1991 годах высшее научное учреждение СССР, объединявшее ведущие научные институты и учёных СССР, подчинённое Совету министров СССР (до 1946 года — СНК СССР). До 1934 года находилась в Ленинграде, затем переехала в Москву. Правопреемница Российской академии наук (1917—1925) и наследница Санкт-Петербургской академии наук (1724—1917).
21 ноября 1991 года указом президента РСФСР на базе АН СССР была создана ныне функционирующая Российская академия наук (РАН).

## История
В 1918 году финансирование академии было поручено Народному комиссариату просвещения РСФСР и Центральной комиссии по улучшению быта учёных.
Попытки установления государственного и партийного контроля над ранее относительно независимой академией наук начались с середины 1920-х годов.

### Создание АН СССР
В 1925 году был торжественно отмечен 200-летний юбилей Академии. До принятия нового устава Академия наук действовала на основе Устава 1836 года. Новый устав разрабатывала комиссия под председательством В. П. Милютина в составе Н. И. Горбунова, двух представителей Академии наук и представителей союзных республик.
АН СССР была образована постановлением ЦИК СССР и СНК СССР от 27 июля 1925 года на основе Российской академии наук (до Февральской революции — Императорская Санкт-Петербургская академия наук). Новый устав был утверждён СНК СССР 18 июня 1927 года.
Первым президентом АН СССР стал известный геолог Александр Петрович Карпинский, до этого занимавший пост президента Российской академии наук.

## Расширение АН СССР
13 марта 1928 года СНК СССР был утверждён список учреждений, входящих в систему АН СССР: 8 институтов, 7 музеев, Пушкинский дом, 12 комиссий, 3 лаборатории, библиотека, архив, издательство.
В 1928 году под давлением властей состав Академии наук был расширен, избран ряд новых членов-коммунистов (советский набор академиков).
В январе 1929 года академики демонстративно провалили трёх кандидатов-коммунистов (заведующего литературным отделением Института красной профессуры Фриче, члена редколлегии журнала «Историк-марксист» Лукина и директора Института философии Коммунистической академии Деборина), баллотировавшихся в состав АН СССР, но уже в феврале, в условиях сильнейшего давления, они были вынуждены пересмотреть своё решение.
В 1929 году для «чистки» академии в Ленинград была направлена правительственная комиссия во главе с Ю. П. Фигатнером. В июне-декабре 1929 года по её решению из АН СССР были уволены 128 штатных сотрудников (из 960) и 520 сверхштатных (из 830). 30 октября 1929 года на закрытой части Общего собрания Академии наук был отстранён от обязанности непременного секретаря С. Ф. Ольденбург, отстаивавший её независимость. После этого партийно-государственные органы установили полный контроль над АН СССР. Был избран новый Президиум АН СССР. Ещё до этого, 25 февраля 1929 года вышло особое решение Политбюро: оставить президентом А. П. Карпинского, вице-президентами утвердить Г. М. Кржижановского, Н. Я. Марра и В. Л. Комарова, непременным секретарём — В. П. Волгина. Таким образом, «впервые в практике Академии наук её руководящее ядро было директивно назначено на заседании высшего партийного органа с последующим автоматическим утверждением на Общем собрании, и это тоже стало прецедентом для последующей практики».
В декабре 1929 года начался первый приём в академическую аспирантуру, который составил 108 человек, из которых 50 были коммунистами.
За время с декабря 1929 года по декабрь 1930 года по «Академическому делу» были арестованы свыше 100 человек (главным образом специалисты в области гуманитарных наук, прежде всего историки).
В феврале — апреле 1930 года был разработан и утверждён новый устав АН СССР. Выработку проекта поручили академической комиссии, утверждённой пленумом Комитета по заведованию учёными и учебными заведениями ЦИК СССР, которую возглавлял В. П. Волгин. Первое заседание комиссии по выработке устава и реорганизации АН СССР состоялось 28 февраля 1930 года. Проект нового устава был обсуждён и одобрен сессией АН СССР 31 марта — 5 апреля 1930 года. АН СССР утвердила первый её план работы на 1931—1932 годы. 4 апреля 1930 года на Общем собрании устав был принят.
В 1930 году в связи с реорганизацией правительства СССР АН СССР была передана в ведение ЦИК СССР.
Постановлением ЦИК СССР от 14 декабря 1933 года «О передаче АН СССР в ведение СНК СССР» (до того подчинялась Комитету по заведованию учёными и учебными заведениями ЦИК СССР).

### Переезд в Москву и дальнейшее развитие
В 1934 году Президиум АН СССР и 14 научных институтов были переведены из Ленинграда в Москву (25 апреля 1934 года В. М. Молотов подписал соответствующее постановление СНК СССР «О переводе АН СССР в Москву»). Как отметил Ф. Ф. Перченок, «перевод АН СССР в Москву — один из важнейших шагов на пути превращения её в „штаб советской науки“ — осуществлялся в пожарном порядке».
В 1935 году непременный секретарь АН СССР В. П. Волгин написал письмо И. В. Сталину с просьбой об освобождении с должности непременного секретаря. В письме он подчеркнул, что сложную работу непременного секретаря он всё время вёл один, другие же члены партийной группы лишь «бросали идеи», иногда полезные, иногда фантастические. За пять лет на этом посту Волгин не только не мог продолжать научную работу, но даже не мог читать книги по своей специальности, не мог следить за развитием своей науки. «Между тем, — добавляет он, — меня считали в известной узкой области лучшим знатоком предмета». «Мне уже 56 лет, — продолжает Вячеслав Петрович, — и времени для занятия наукой осталось не так много. Ещё несколько лет — и я не сумею к науке вернуться». Более того, в письме к Сталину он отметил, что в партийной группе он больше не чувствует былой положительной оценки своей работы. 8 августа 1935 года на заседании Политбюро было предложено освободить т. Волгина В. П. от должности непременного секретаря Академии. 20 ноября 1935 года постановлением Общего собрания АН СССР ему вынесли благодарность за работу в руководящих органах АН СССР и освободили от обязанностей непременного секретаря. Его место занял бывший управляющий делами СНК СССР Н. П. Горбунов. Постановлением Президиума АН СССР от 26 июня 1937 года эта должность была упразднена, а обязанности секретарей выполняли административные работники.
На 1 января 1937 года в АН СССР было:
- 88 — действительных членов (академиков)
- 4108 — научных и научно-технических сотрудников (на 1 октября 1937 года).

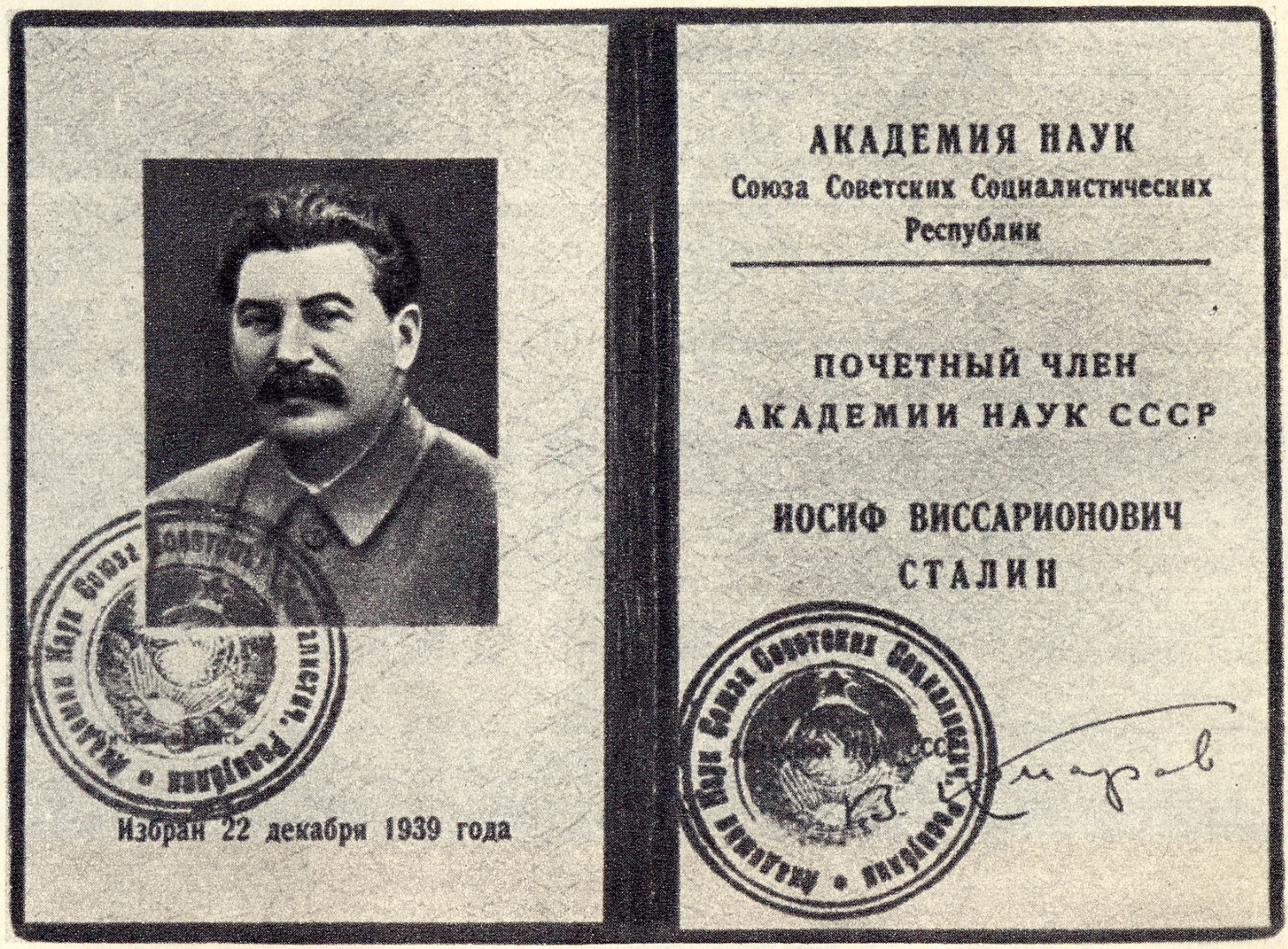
Почётный член АН СССР, 1939

В 1939 году в Почётные члены АН СССР был избран И. В. Сталин, а в 1946 году — В. М. Молотов.
В 1939 году в Академии наук СССР числились 152 научных учреждения (в том числе 60 институтов) и 3643 человек научного и научно-вспомогательного персонала. 4 декабря 1942 года постановление Президиума Академии наук СССР установило следующее:
- Отменялось свободное рабочее расписание для отдельных научных сотрудников (в том числе для кандидатов наук и для докторов наук);
- Вводились сверхурочные часы работы;
- Обеденный перерыв сокращался до 30 минут;
- Отменялись отпуска.

С 1945 по 1970 год общая численность научных работников (включая профессорско-преподавательский и научно-исследовательский персонал высшей школы) увеличилась более чем в семь раз: со 130 тыс. до 950 тыс. человек. В 1980 и 1985 годах общая численность научных работников оставила уже 1,4 и 1,5 млн человек соответственно. Суммарное количество научных, научно-педагогических, конструкторских и проектных организаций всевозможных видов с 1945 по 1985 годы также постоянно увеличивалось и составило по СССР в целом 1700, 5300 и 5100 последовательно в 1945, 1970 и 1985 годах.
К 1985 году в АН СССР было:
- 274 — действительных членов (академиков)
- 542 — члена-корреспондента
- около 330 научных учреждений
- 57 000 учёных-исследователей, при общей численности работников во всех учреждениях 217 тысяч человек.

За достигнутые успехи АН СССР была дважды награждена орденом Ленина: в 1969 и 1974 годах.

### Филиалы и базы АН СССР
В 1932 году АН СССР организовала свои первые филиалы — Уральский и Дальневосточный, а также научно-исследовательские базы — Казахскую и Таджикскую.
В 1933 году был создан Закавказский филиал, в 1934 году — Кольская научно-исследовательская база. В 1935 году Азербайджанское и в 1936 году — Армянское отделения Закавказского филиала были преобразованы в самостоятельные филиалы АН СССР. В 1936 году возникла Северная база, в 1939 году — Узбекский и в 1941 году, накануне Великой Отечественной войны, — Туркменский филиалы.
К концу 1941 года АН СССР имела 7 филиалов (Азербайджанский, Армянский, Казахский, Таджикский, Туркменский, Узбекский и Уральский), две научно-исследовательские базы (Кольская и Северная) и одну горно-таёжную станцию. В научных учреждениях филиалов и баз АН СССР к этому времени имелось около 1500 научных и научно-технических работников, в том числе 12 академиков, 11 членов-корреспондентов, 126 докторов, 284 кандидата наук и 610 научных работников без учёной степени.

### АН СССР в годы Великой Отечественной войны
С началом Великой Отечественной войны роль академии в решении вопросов развития народного хозяйства стремительно возросла. Уже 10 июля 1941 года был создан Научно-технический комитет при Государственном комитете обороны СССР, наделённый большими полномочиями, в состав комитета были включены многие крупнейшие учёные. В августе 1941 года в планы научных работ АН СССР были включены темы по удовлетворению первоочередных потребностей фронта, а также несекретные темы в интересах военного производства в области авиации, артиллерии, инженерного дела, связи, флота и др. Позднее число таких тем только увеличивалось. Также Академии было поручено обеспечение бесперебойного снабжения сырьём промышленности, с этой целью была создана Комиссия АН СССР по мобилизации ресурсов Урала, Западной Сибири и Казахстана на нужды обороны, организовавшая изучение сырьевых ресурсов восточных районов страны. Были созданы новые или существенно расширены прежние региональные центры и филиалы АН СССР (Западно-Сибирский, Узбекский, Средневолжский, Северо-Кавказский и др.).
Президиум АН СССР работал в эвакуации в Свердловске до 1942 года, а все эвакуированные научные учреждения были компактно размещены в 12 городах восточной части страны. К концу 1943 года все научные учреждения были возвращены в Москву.

### Реорганизация после распада СССР
В связи с распадом СССР научные учреждения АН СССР, расположенные в бывших союзных республиках и находившиеся в составе академий наук союзных республик, оказались в составе новых независимых государств. Лишь Российская Федерация не имела во времена СССР своей академии наук несмотря на то, что 98 % научных учреждений АН СССР находились в России, а 95 % членов АН СССР работали и жили в России. Фактически АН СССР и была Российской академией наук. По инициативе российских академиков 21 ноября 1991 года был подписан указ президента России по созданию Российской академии наук, согласно которому все члены АН СССР, в том числе живущие в странах СНГ, автоматически становились членами Российской академии наук. Все здания, крупные научные приборы, суда, научное оборудование и другое государственное имущество, находившееся в пользовании и распоряжении учреждений и организаций АН СССР, расположенных на территории Российской Советской Федеративной Социалистической Республики, были переданы в собственность Российской академии наук.
В декабре 1991 года прошли выборы в Российскую академию наук, и прошедшие на этих выборах учёные вместе с действительными членами АН СССР составили Российскую академию наук.
В 1992 году была создана Международная ассоциация академий наук.

## Цели и задачи
Задачами деятельности АН СССР считались содействие полноценному внедрению научных достижений в практику коммунистического строительства в СССР; выявление и развитие наиболее важных и фундаментальных направлений науки. Координация действий велась также через региональные отделения и республиканские академии наук.
Научно-исследовательская деятельность академии велась в сети институтов, лабораторий, обсерваторий. В сети АН СССР насчитывалось 295 научных учреждений.
АН СССР имела собственное издательство, научно-исследовательский флот, сеть библиотек. АН СССР присваивала награды учёным, внёсшим значительный вклад в развитие науки.
Награды, учреждённые АН СССР
- Золотая медаль имени М. В. Ломоносова[20] — высшая награда академии. Ежегодно присуждалось две награды учёным (одна советскому и одна иностранному) за достижения в естественных и общественных науках.
- Золотая медаль имени Леонарда Эйлера — награда за выдающиеся результаты в области математики и физики.
- Золотая медаль имени Карла Маркса — награда, присуждаемая один раз в три года советским и иностранным учёным за выдающиеся работы в области общественных наук.
- Золотая медаль имени В. И. Вернадского — награда за выдающиеся научные работы в области наук о Земле.
- Золотая медаль имени С. И. Вавилова — награда за выдающиеся научные работы в области физики.
- Золотая медаль имени Д. И. Менделеева — награда за выдающиеся научные работы в области химической науки и технологии.
- Золотая медаль имени М. В. Келдыша — награда за выдающиеся работы в области прикладной математики и механики.
- Золотая медаль имени И. П. Павлова — награда за выдающиеся работы в области физиологии высшей нервной деятельности и висцеральных систем.

## Состав и структура
Численный состав

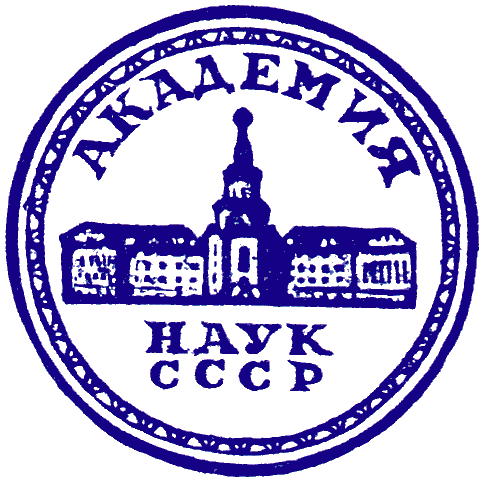

Общее число действительных членов АН СССР на 1 января 1936 года — 98 человек.
В 1989 году в АН СССР состояли: 323 действительных члена, 586 членов-корреспондентов, 138 иностранных членов.
Органы управления
Органы АН СССР были образованы исключительно на выборной основе. Высший орган — Общее собрание академиков и членов-корреспондентов. Для руководства академии в периоды между сессиями Общее собрания избирает каждые 4 года Президиум АН СССР.
Президенты АН СССР:
1. 1917—1936 — Карпинский, Александр Петрович
2. 1936—1945 — Комаров, Владимир Леонтьевич
3. 1945—1951 — Вавилов, Сергей Иванович
4. 1951—1961 — Несмеянов, Александр Николаевич
5. 1961—1975 — Келдыш, Мстислав Всеволодович
6. 1975—1986 — Александров, Анатолий Петрович
7. 1986—1991 — Марчук, Гурий Иванович

Структура
В состав АН СССР входили 14 (с 1956 года) республиканских академий (РСФСР своей академии не имела) и три региональных отделения в РСФСР: Сибирское (1957), Дальневосточное (1987) и Уральское (1987).
- Секция физико-технических и математических наук. Отделения: математики; общей физики и астрономии; ядерной физики; физико-технических проблем энергетики; механики и процессов управления.
- Секция химико-технологических и биологических наук. Отделения: общей и технической химии; физико-химии и технологии неорганических материалов; биохимии, биофизики и химии физиологически активных соединений; физиологии; общей биологии.
- Секция наук о Земле. Отделения: геологии, геофизики и геохимии; океанологии, физики атмосферы, географии.
- Секция общественных наук. Отделения: истории; философии и права; экономики; литературы и языка[19].

Комиссии АН СССР
- Археографические комиссии
- Закавказская комиссия — работы вокруг озера Севан
- Полярная комиссия — работы на острове Новая Земля
- Комиссия по атомному ядру
- Комиссия по базам АН СССР
- Комиссии по изучению естественных производительных сил (КЕПС)
- Комиссия по комплексному изучению Каспийского моря
- Комиссия экспедиционных исследований
- Комиссия по изучению племенного состава населения СССР и сопредельных стран[22].
- Постоянная историческая комиссия
- Селевая комиссия
- Урановая комиссия

и другие

## Критика
Критики отмечали, что, несмотря на широчайшие полномочия и формальную ответственность за состояние и развитие всей науки в СССР, за время своего существования АН СССР не выступила ни с одним серьёзным проектом, реформирующим советскую науку.
В то же время отдельные члены АН СССР, к примеру, академик А. Д. Сахаров и ряд других физиков и биологов, приложили большие усилия для освобождения сельского хозяйства и биологии в целом от «лысенковщины», математики Н. Н. Моисеев, Г. С. Поспелов и др. внесли большой вклад в постепенное ослабление и снятие негласных запретов советского периода на кибернетические исследования, математическое моделирование экономики, экологии, природопользования, а затем и других сторон жизни общества, где научные исследования могли выявить и сделать гласными явные ошибки и невежество ряда партийных решений. Среди примеров значимости этих усилий был обсчёт знаменитого проекта поворота северных рек и доказательство его экологической и экономической неосновательности, обсчёт последствий обмена ядерными ударами («Ядерная зима»), что внесло свой вклад в сдерживание ядерных вооружений в 1970-е годы и др. С другой стороны, предложение академика Н. Н. Моисеева (опубликовано в газете «Известия» в 1985 году) о присоединении Академии педагогических наук СССР к АН СССР (с намерением «устранить прочно угнездившуюся среди советских педагогов лысенковщину») без поддержки авторитета всей Академии оказалось недостаточно весомым.

## Память
Фильмография
- ЦСДФ (РЦСДФ) (1974). «Страна и наука». Документальный фильм.  50 мин. {{cite episode}}: |series= пропущен или пуст (справка)

В филателии

Почтовые марки СССР
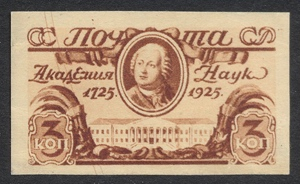
Почтовая марка СССР, 1925 год: 200 лет АН СССР
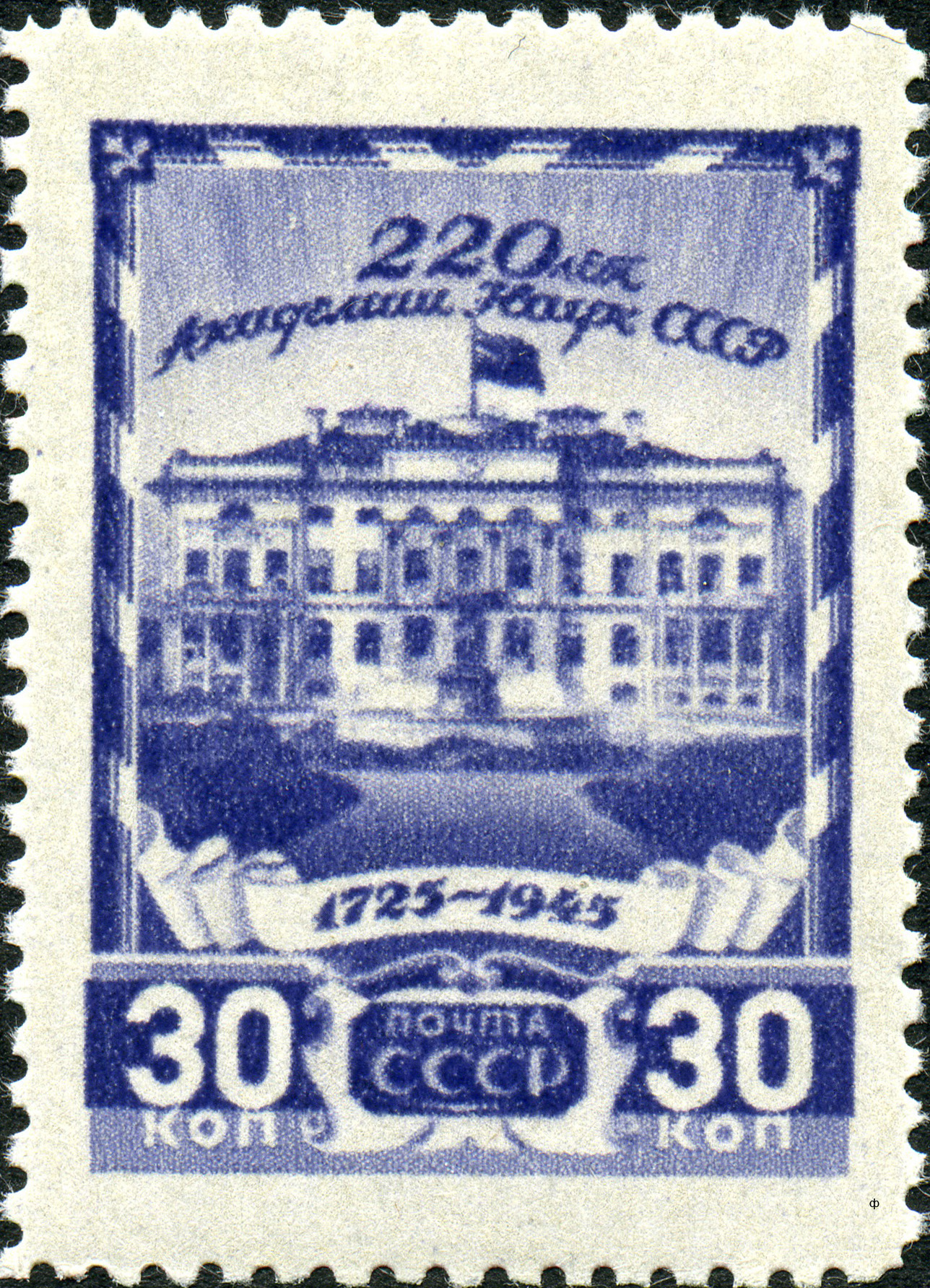
Почтовая марка СССР, 1945 год: 220 лет АН СССР
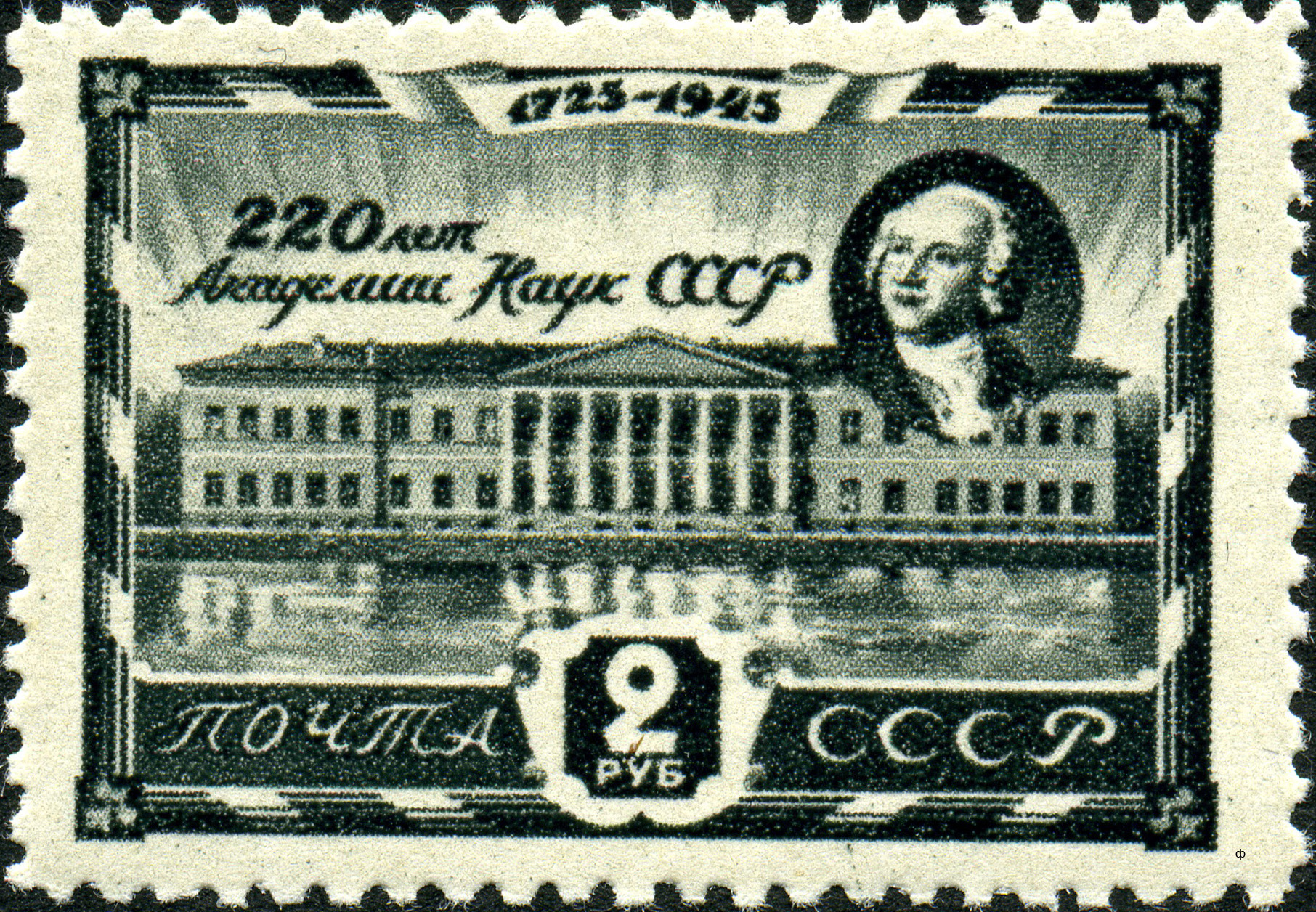
Почтовая марка СССР, 1945 год: 220 лет АН СССР
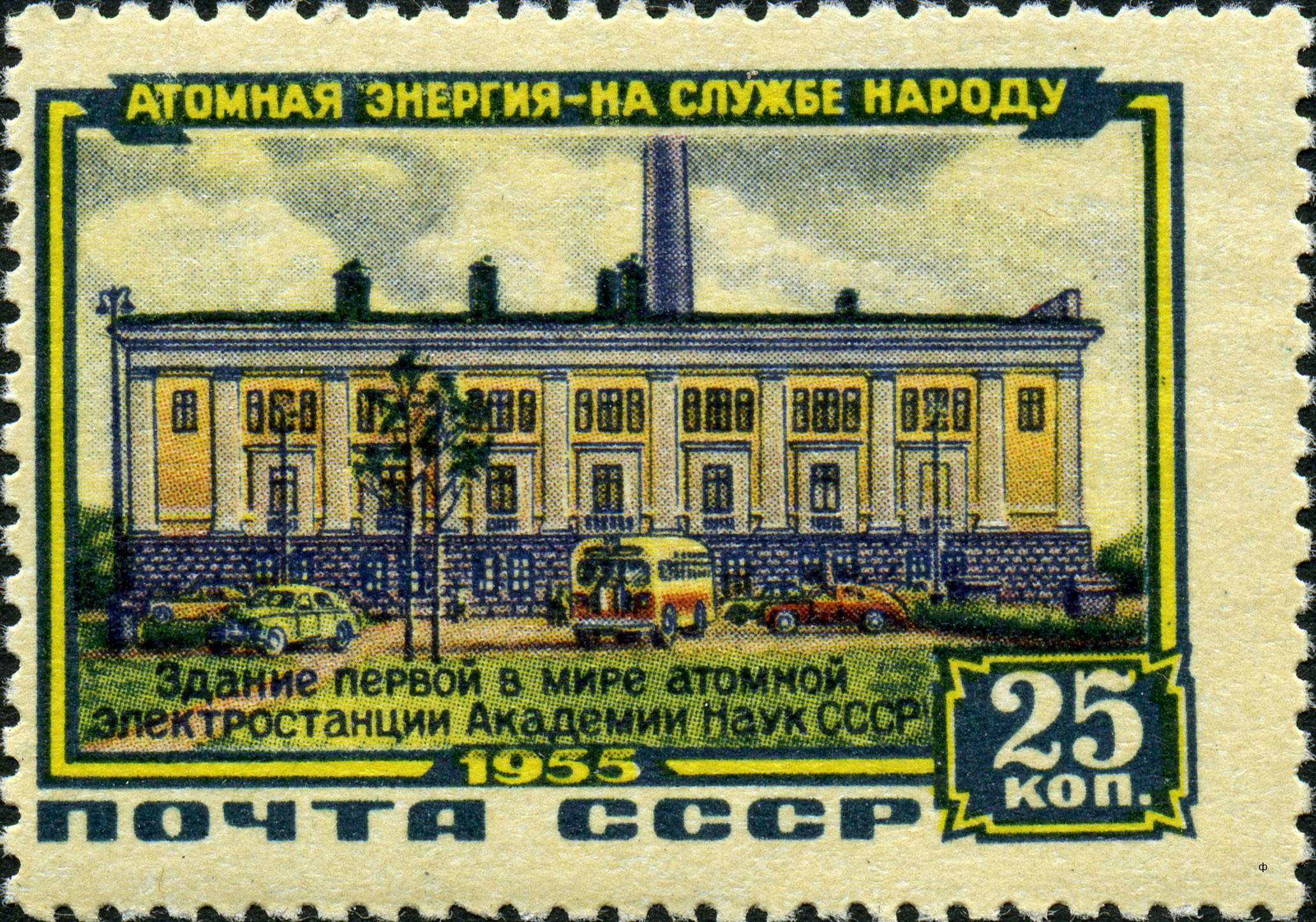
Почтовая марка СССР, 1955 год: здание первой в мире атомной электростанции АН СССР
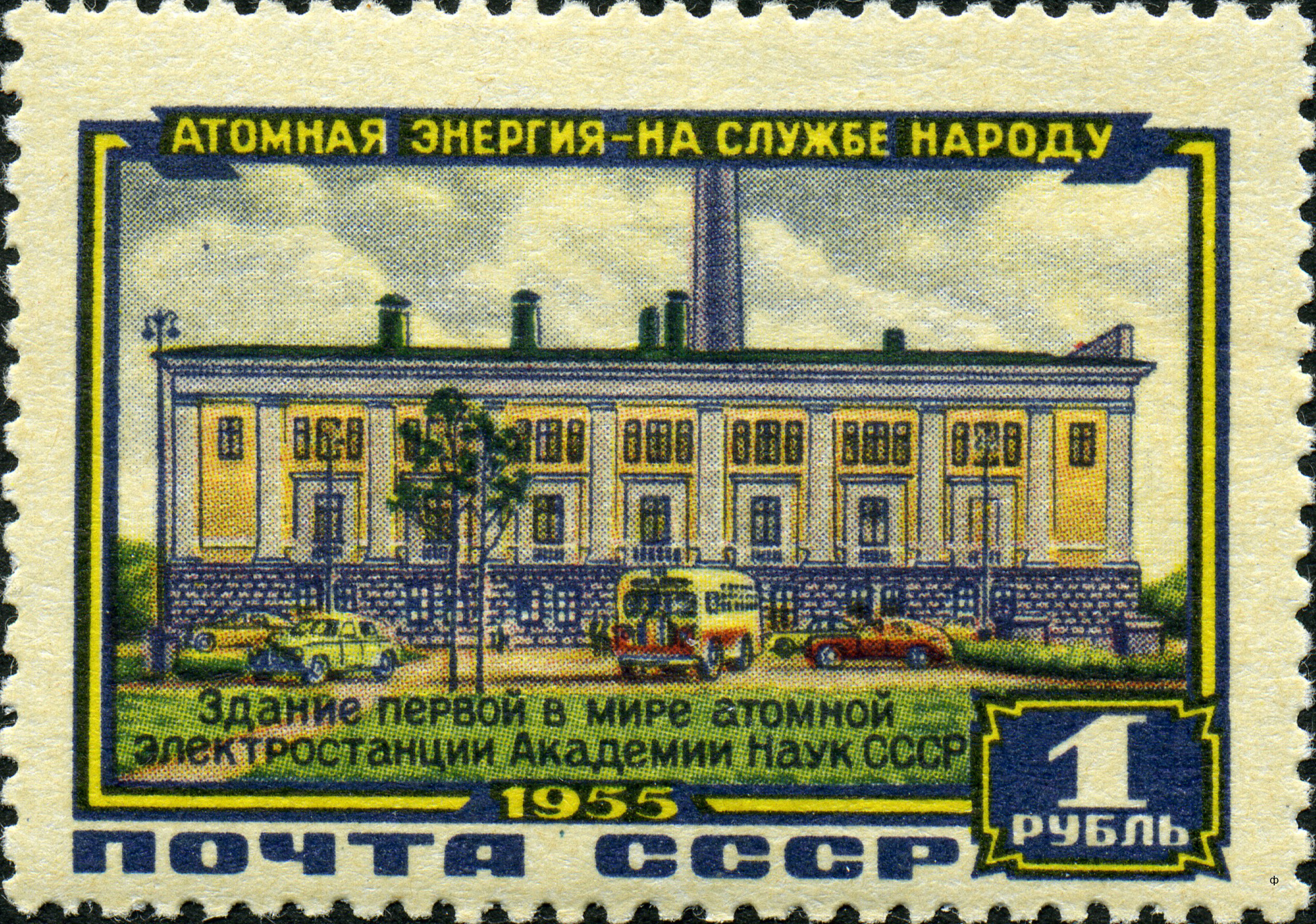
Почтовая марка СССР, 1955 год: здание первой в мире атомной электростанции АН СССР
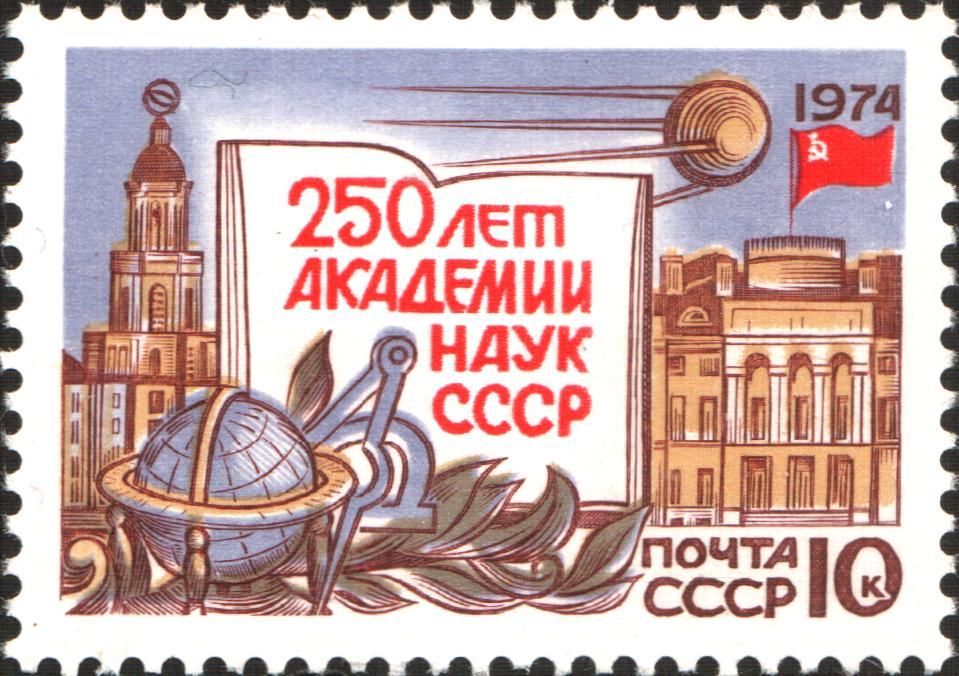
Почтовая марка СССР, 1974 год: 250 лет АН СССР